# Tržac (Aleksandrovac)
Tržac (Servisch cyrillisch Тржац) is een plaats in de Servische gemeente Aleksandrovac. De plaats telt 241 inwoners (2002).